# نظرية الاعتماد على وسائل الإعلام
ورغم ادعاء القائمين على هذه النظرية بأن وسائل الإعلام محايدة، ولكننا نجد أنها ليست كذلك في عالم الواقع، حيث تقوم أغلب وسائل الإعلام بعرض وجهة نظرها من خلال عرضها للأحداث بطريقة تضع فيها وجهة نظرها بطريقة قد تؤثر في الرأي العام، ولكن يصعب اكتشافها على المتلقي العادي للرسالة الإعلامية غالباً، وبهذا تخدم هذه الوسائل أغراض من يقوم وراءها في أغلب الأحيان.

( التحديث من الدكتور: محمد موفق الغلاييني )
نظرية الاعتماد على وسائل الإعلام (بالإنجليزية: Media system dependency theory)‏ وتعني عملية توظيف للمعلومات التي تم التعرض لها في وسيلة معينة لاتخاذ قرار بشأن موضوع ما، وتعد من أهم النظريات التي اهتمت بدراسة عملية التأثير، وتتميز بأنها نظرية متكاملة حيث تتضمن عناصر ومفاهيم من علم الاجتماع وعلم النفس الاجتماعي، أُنشئت النظرية على يد الباحثة ساندرا بول روكيتش وزملائها عام1974.

## الآثار المعرفية لنظرية الاعتماد
يتعلق التأثير المعرفي بامداد الجانب المعرفي والمعلوماتي للجمهور بما يتناسب مع الظروف المحيطة بهم.
وتشمل التأثيرات المعرفية التالي :
1. تساهم وسائل الإعلام في تعزيز قيم وعادات المجتمع من خلال طرحها في القنوات الاعلامية المختلفة.
2. تؤثر وسائل الإعلام في تشكيل اتجاهات و سلوك الأفراد بالتالي تؤثر على معتقداتهم في نواحي مثل الدين والسياسة.
3. تعد الوسيلة الاعلامية الاداة الأكثر تأثيراً على المشاهد وتعمل على ترتيب الأولويات بما يتفق مع المجتمع والأحداث المهمة.
4. تكوين الاتجاهات الفكرية لدى الأفراد يتشكل من خلال محتوى الوسيلة الإعلامية.
5. نقص المعلومات أو تذبذبها يحدث غموض لدى الجمهور، تلاحظ في القضايا السياسية.

## الآثار الوجدانية لنظرية الاعتماد
تتأثر مشاعر الأفراد المتلقين بما يعرض في وسائل الإعلام، وتشمل التأثيرات الوجدانية التالي :
- التعرض الشديد لمشاهد العنف في وسائل الإعلام ينتج عنه ما يسمى بالفتور العاطفي أو اللامبالاة تجاه الأحداث.
- التعرض لمشاهد الرعب والكوارث والاغتيالات تثير لدى المتلقي بالخوف والقلق والشعور بعدم السعادة.
- تصاعد مشاعر الدعم المعنوي للأشخاص المغتربين حين تعرضهم لوسائل الاعلام ومشاهدة ما يجري على أرض الوطن.

## الآثار السلوكية لنظرية الاعتماد
وهي نتاج التأثيرات المعرفية والوجدانية، كما تساهم الاعلانات في التأثير على سلوك الأفراد من خلال التالي:
- التنشيط وهو قيام الجمهور باستجابة لما يعرض في الوسيلة الاعلامية، مثل: التبرع المادي، أو المطالبة بحقوق ما.
- الخمول وهو عكس النشاط ويتمثل في عدم المشاركة السياسية، أو أي نشاط يخدم المجتمع.

## التطبيقات النظرية في وسائل التواصل الاجتماعي

### تبعية الوسائط الجديدة (NMD)
يتم التعامل مع خصائص الوسائط الجديدة، بما في ذلك مجال وسائل التواصل اجتماعي والمحتويات الفريدة المتاحة من خلال الاستخدام التشاركي، كإضافة إلى مقياس علاقة التبعية الفردية، كوسيط. هذه العملية المعرفية للوساطة تسمى تبعية الوسائط الجديدة. يعتبر العمر وشعبية المحتويات على الإنترنت مؤثرين على تبعية الوسائط الجديدة، حيث يظهر الشباب تبعية أعلى خاصة على المحتوى الشائع.

## الانتقادات
حدد باران وديفيز أربعة انتقادات أساسية لنظرية التبعية:
1. التباين في القياس على المستوى الجزئي والمستوى الكلي يجعل قابلية المقارنة بين الدراسات إشكالية.
2. غالبا ما يكون من الصعب التحقق من النظرية تجريبيا.
3. معنى وقوة التبعية غير واضح في بعض الأحيان.
4. تفتقر نظرية التبعية إلى القوة في تفسير التأثيرات طويلة المدى.